# Saint-Nicolas-du-Tertre
Saint-Nicolas-du-Tertre è un comune francese di 454 abitanti situato nel dipartimento del Morbihan nella regione della Bretagna.

## Società

### Evoluzione demografica
Abitanti censiti